# Falderapark
Der Falderapark ist eine Grünfläche im Stadtteil Faldera der schleswig-holsteinischen Stadt Neumünster. Die Parkanlage liegt zwischen Werneshagener Weg, Wasbeker Straße, Meisenweg und Ehndorfer Straße und ist ca. 4,8 Hektar groß. 2013 wurde der Park im Rahmen des Programms Stadtumbau West neu gestaltet.

## Geschichte
Der mittig im Park gelegene Falderateich war in den 1930er bis 1950er Jahren eine beliebte und wichtige Badestelle.